# Губариха
Губариха — річка в Україні, у Білогірському районі Хмельницької області. Права притока Вілії, (басейн Дніпра).

## Опис
Довжина річки 12 км, площа басейну водозбору 48,9 км², найкоротша відстань між витоком і гирлом — 8,26 км, коефіцієнт звивистості річки — 1,45. Формується багатьма безіменними струмками та загатами. Переважно каналізована.

## Розташування
Бере початок на північно-східній околиці села Держаки. Тече переважно на північний захід через Загірці, Велику Боровицю, Малу Боровицю і на західній околиці Загреблі впадає у річку Вілію, ліву притоку Горині.
Населені пункти вздовж берегової смуги: Кур'янки, Іванівка.

## Цікавий факт
- У книзі Олександра Цинкаловського «Стара Волинь і Волинське Полісся» про цей населений пункт зазначено: |                                                                                                                                                                                                                                                                                                                                                                                                                                     | \| БОРОВИЦЯ, с, Острозький пов., положене над ставами, які й утворює тут річка Губариха. В кінці 19 ст. було там разом з с. Боровичкою 135 домів і 1,062 жителів. Церква св. Миколая, дерев'яна, з 1738 р. (про стару згадується ще перед 1583 р.) на місці старої. Село положене в дуже гарній околиці, невеличкий палац. Село багате і має 60% мурованих домів. Земля дуже врожайна, лісовий чорнозем. Школа церк. прих. з 1871 р. .[4] \| |
| БОРОВИЦЯ, с, Острозький пов., положене над ставами, які й утворює тут річка Губариха. В кінці 19 ст. було там разом з с. Боровичкою 135 домів і 1,062 жителів. Церква св. Миколая, дерев'яна, з 1738 р. (про стару згадується ще перед 1583 р.) на місці старої. Село положене в дуже гарній околиці, невеличкий палац. Село багате і має 60% мурованих домів. Земля дуже врожайна, лісовий чорнозем. Школа церк. прих. з 1871 р. . | |